# Calliphora deflexa
Calliphora deflexa este o specie de muște din genul Calliphora, familia Calliphoridae, descrisă de Hardy în anul 1932. Conform Catalogue of Life specia Calliphora deflexa nu are subspecii cunoscute.